# 火烧寨镇
火烧寨镇，是中华人民共和国陕西省宝鸡市陇县一个已撤销的乡级行政区，2015年，陕西省民政厅批复同意撤销火烧寨镇，将其所辖行政区域划归温水镇。